# Joachim Fuchsberger
Joachim Fuchsberger, né le 11 mars 1927 à Stuttgart, et mort le 11 septembre 2014 à Munich, est un acteur allemand.

## Biographie
Wilhelm Fuchsberger, son père, a appris la typographie et vend des Linotypes à Berlin. Joachim grandit à Heidelberg et à Düsseldorf avec ses deux jeunes frères. Il se retrouve dans les Jeunesses hitlériennes. Quand la guerre éclate, il a douze ans et travaille au sein du Reichsarbeitsdienst.
À la fin de la guerre, il reçoit une formation de parachutiste au sein des Fallschirmjäger à Wittstock/Dosse. Comme il connaît bien le judo, il devient formateur au close combat. Il est ensuite envoyé au Front de l'Est, est blessé à Stralsund et prisonnier des Soviétiques puis des Américains et finalement des Britanniques. Son surnom de "Blacky" vient de cette période.
Après la guerre, il travaille quatre mois à la mine de Recklinghausen et parvient à faire venir sa famille près de Düsseldorf. Il travaille ensuite dans l'imprimerie qu'a créée son père puis dans un journal de cette ville. En 1949, il devient directeur de la publicité de l'exposition allemande de construction à Nuremberg. De 1950 à 1952, il est animateur et annonceur d'actualités sur Bayerischer Rundfunk.
Après un bon nombre de figurations, il commence sa carrière au cinéma en 1954 dans le premier rôle de 08/15 d'après le roman du même nom. Ce rôle qui lui rappelle son passé militaire le rend populaire.
Par la suite, on le voit dans des films du guerre comme Les Diables verts de Monte Cassino ou des films folkloriques. Dans les années 1960, il interprète un inspecteur dans des adaptations d'Edgar Wallace et d'autres films policiers. Dans les versions anglaises, il s'est simplement appelé Joachim Berger.
À la fin des années 1960, il monte avec un partenaire une société immobilière qui fait rapidement faillite. L'acteur se retrouve très fortement endetté. Avec l'aide de ses amis et de son épouse Gundula Korte (avec qui il a un fils, Thomas), il parvient à se relever.
Par ailleurs, Joachim Fuchsberger est aussi parolier. Il écrit les premières chansons de son fils Thomas qui fut compositeur-interprète et fondateur du groupe Patto. Joachim écrit aussi pour Udo Jürgens, le chant des supporters du SV Stuttgarter Kickers, Howard Carpendale, Jürgen Marcus...
En 1972, Joachim Fuchsberger anime les cérémonies d'ouverture et de clôture des Jeux olympiques d'été au Stade olympique de Munich. Lors de la cérémonie de clôture le 11 septembre 1972, quelques jours après l'attaque sur l'équipe olympique israélienne, on lui rapporte qu'un avion aurait été détourné vers le Stade. N'y croyant pas, il ne l'annonce pas, craignant le mouvement de panique, l'information se révèlera fausse.
En 1978, alors qu'il présente des numéros de cirque, un chimpanzé le mord et lui transmet l'hépatite B. Il est placé quatre mois à l'isolement, ce qui cause chez lui une dépression dont il arrive à se relever.
Il présente des émissions de télévision, notamment des jeux et des talk-shows. Mais peu à peu il s'éloigne de ce milieu, lui reprochant une superficialité et une baisse de la qualité. Il arrête aussi peu à peu le cinéma à la fin des années 1970. Critiqué à son tour, il défend ses choix éditoriaux et ses invités tels que Erich von Däniken et Désirée Nosbusch. Il prend sa retraite de la télévision à la fin des années 1980 et se retire à Hobart en Australie où il a une résidence secondaire depuis 1983. De 1988 à 2003, il a tourné 20 films dans le cadre de sa série documentaire Terra Australis, où Fuchsberger dépeint les gens et les paysages de son pays d'adoption pour Bayerischer Rundfunk.
De retour en Allemagne, il joue aussi régulièrement sur scène, notamment avec Ralf Bauer (de).
En 2003, il est victime d'un AVC. Il récidive le 4 juin 2013.
Il meurt le 11 septembre 2014 à Munich.

## Récompenses et distinctions
- 1942 : Croix du mérite de guerre
- 1979 : Ordre bavarois du Mérite
- 1983 : Croix de Chevalier de l'Ordre du Mérite de la République fédérale d'Allemagne
- 1994 : Croix de commandeur
- 2012 : Bambi pour l'ensemble de sa carrière

## Filmographie

### Cinéma
- 1953 : Geh mach dein Fensterl auf d'Anton Kutter
- 1954 : Wenn ich einmal der Herrgott wär
- 1954 : 08/15
- 1955 : Das Lied von Kaprun
- 1955 : Mon premier amour
- 1955 : 08/15 s'en va-t-en-guerre
- 1955 : 08/15 Go Home
- 1956 : Symphonie in Gold
- 1956 : Lumpazivagabundus (La Fortune sourit aux vagabonds)
- 1956 : Wenn Poldi ins Manöver zieht
- 1957 : Vater macht Karriere
- 1957 : Kleiner Mann – ganz groß (de)
- 1957 : Ascoltami
- 1957 : Die Zwillinge vom Zillertal
- 1957 : Eva küßt nur Direktoren
- 1958 : Les Diables verts de Monte Cassino
- 1958 : Impudeur (de)
- 1958 : U 47 – Kapitänleutnant Prien
- 1958 : La Fille aux yeux de chat
- 1958 : Mein Schatz ist aus Tirol (de)
- 1959 : L'Espionne rousse
- 1959 : La Grenouille attaque Scotland Yard
- 1959 : Mein Schatz komm mit ans blaue Meer
- 1960 : Poupées d'amour
- 1960 : Die zornigen jungen Männer
- 1960 : Scotland Yard contre le masque (de)
- 1961 : Les Mystères de Londres
- 1961 : Le Narcisse jaune intrigue Scotland Yard
- 1961 : L'Étrange comtesse
- 1962 : Auf Wiedersehen
- 1962 : Espions sur la Tamise
- 1962 : Le Requin harponne Scotland Yard
- 1962 : Barras heute
- 1963 : Der Fluch der gelben Schlange (de)
- 1963 : Requins de haute mer
- 1963 : L'Araignée blanche défie Scotland Yard
- 1963 : Le Crapaud masqué
- 1964 : L'Attaque du fourgon postal
- 1964 : Le Défi du Maltais (Der Hexer)
- 1965 : Hotel der toten Gäste (de)
- 1965 : Le Dernier des Mohicans
- 1965 : Le Masque de Fu-Manchu
- 1965 : Je la connaissais bien
- 1965 : Wer kennt Johnny R.? (de)
- 1966 : Les Dieux sauvages
- 1966 : Lange Beine – lange Finger
- 1967 : Comment séduire un play-boy en l'an 2000 (Bel Ami 2000 oder Wie verführt man einen Playboy?) de Michael Pfleghar
- 1967 : Feuer frei auf Frankie (de)
- 1967 : Mister Dynamit – Morgen küßt Euch der Tod
- 1967 : Le Moine au fouet (Der Mönch mit der Peitsche)
- 1968 : Im Banne des Unheimlichen
- 1968 : L'Enfer de la guerre (Commandos) d'Armando Crispino
- 1969 : Sieben Tage Frist (de)
- 1969 : Contronatura d'Antonio Margheriti
- 1972 : Mais... qu'avez vous fait à Solange ? (Cosa avete fatto a Solange?) de Massimo Dallamano
- 1972 : Une Coccinelle à toute allure
- 1973 : Une Chinoise aux nerfs d'acier
- 1973 : Das fliegende Klassenzimmer (de)
- 1977 : Gefundenes Fressen (de)
- 1982 : Der Fan
- 1996 : Terra Australis - Rund um Australien in 47 Tagen auf Highway One
- 1998 : Il quarto re
- 2007 : Neues vom Wixxer (de)

### Télévision
- 1956 : Smaragden–Geschichte
- 1957 : Illusionen
- 1961 : Zu viele Köche
- 1964 : Die fünfte Kolonne
- 1967 : Der Tod läuft hinterher
- 1969 : Hotel Royal
- 1970 : 11 Uhr 20 (de)
- 1971 : Heißer Sand
- 1971 : Olympia-Olympia
- 1995 : Il grande fuoco (it)
- 1996 : Das Traumschiff (de) – Sydney
- 1998 : Le Quatrième Roi (Il quarto re), téléfilm de Stefano Reali : Balthasar
- 1999 : Il cuore e la spada
- 2008 : Der Bibelcode (de)
- 2010 : Die Spätzünder (de)